# Cratere Stose
Stose è un cratere lunare di 16,7 km situato nella parte sud-orientale della faccia visibile della Luna.
Il cratere è dedicato alla geologa statunitense Anna Isabel Jonas Stose.